# Ogólnopolski Plener Wikliniarski
Ogólnopolski Plener Wikliniarski – cykliczne, ogólnopolskie plenery wikliniarskie wraz z wystawami poplenerowymi, organizowane od 1970 w różnych latach w Zbąszyniu, Kuźnicy Zbąskiej i Nowym Tomyślu. 

## Historia
Okolice Nowego Tomyśla i Zbąszynia ma bogate tradycje zbioru i uprawy wikliny. Począwszy od przełomu XVIII i XIX wieku wiklina była na tych obszarach już uprawiana. Wiązało się to z rozwojem rzemiosła plecionkarskiego.
I Plener Wikliniarski odbył się we wrześniu 1970 w Zbąszyniu, nad brzegami jeziora Zbąszyńskiego, na terenie parku pałacowego. Twórcą i organizatorem spotkań był Witold Gyurkovich, absolwent Państwowej Wyższej Szkoły Sztuk Plastycznych w Poznaniu, a komisarzem plenerów, Hanna Grygiel-Pietraszak, również absolwentka tej samej uczelni. Plenery w Zbąszyniu odbywały się do 1979 i gromadziły głównie eksponaty sztuki użytkowej. Od 1979 do 1991 impreza przeniosła się do Kuźnicy Zbąskiej, nad jezioro Kuźnickie. Komisarzem była wówczas Elżbieta Bogdańska. W tym czasie wśród wyrobów zaczęły pojawiać się przedmioty czysto artystyczne. Dorobek poplenerowy prezentowano w Nowotomyskim Ośrodku Kultury (1979-1983), Galerii BWA w Poznaniu (1984), Muzeum Wikliniarstwa i Chmielarstwa w Nowym Tomyślu (1985-1990) i Muzeum Okręgowym w Gorzowie Wielkopolskim (1992). Po przerwie, plenery zostały wznowione w 2001 przez Muzeum Wikliniarstwa i Chmielarstwa w Nowym Tomyślu (Oddział Muzeum Narodowe Rolnictwa i Przemysłu Rolno-Spożywczego w Szreniawie). Nawiązano kontakty z Małopolskim Uniwersytetem Ludowym we Wzdowie i Technikum Przemysłu Wikliniarsko-Trzciniarskiego w Kwidzynie. Głównym celem organizowanych plenerów jest wprowadzanie na rynek nowych wzorów wyrobów wikliniarskich, popularyzacja rzemiosła plecionkarskiego, zainteresowanie środowisk artystycznych wikliną, jak również promocja regionu nowotomyskiego. W latach 2001–2006 w plenerach uczestniczyło osiemnastu artystów, architektów wnętrz i wykonawców, którzy wykonali 140 prac wikliniarskich. W latach 2001–2003 tematem przewodnim imprezy była Wiklina surowcem alternatywnym w aranżacji najbliższego otoczenia człowieka. W latach 2004–2005: Wiklina użytkowa w naszych wnętrzach. W 2006: Formy użytkowe na potrzeby aranżacji ekspozycji muzealnej. W Muzeum Wikliniarstwa i Chmielarstwa organizowane są też wystawy indywidualne uczestników plenerów. Dotąd wystawy takie mieli: Jędrzej Stępak (1987, 2004), Marian Iwanowicz (1988, 2003), Bogna Lisowska (1989), Barbara Grobelna-Radziejowska (1990), Halina i Bartłomiej Kuźniccy (2002) oraz Marta Lubicz-Zwolińska (2005).

## Galeria

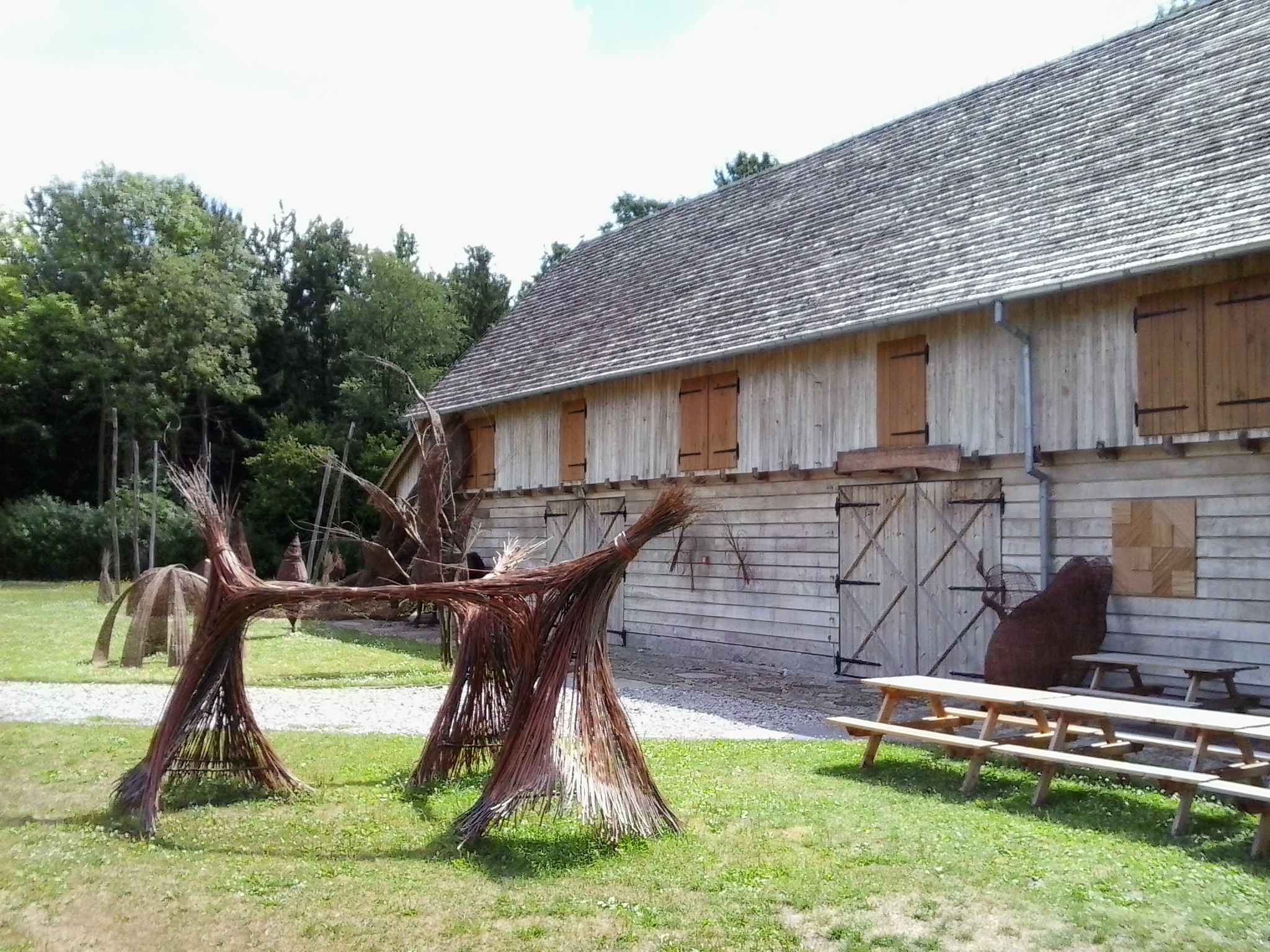
Obiekty poplenerowe w Nowym Tomyślu
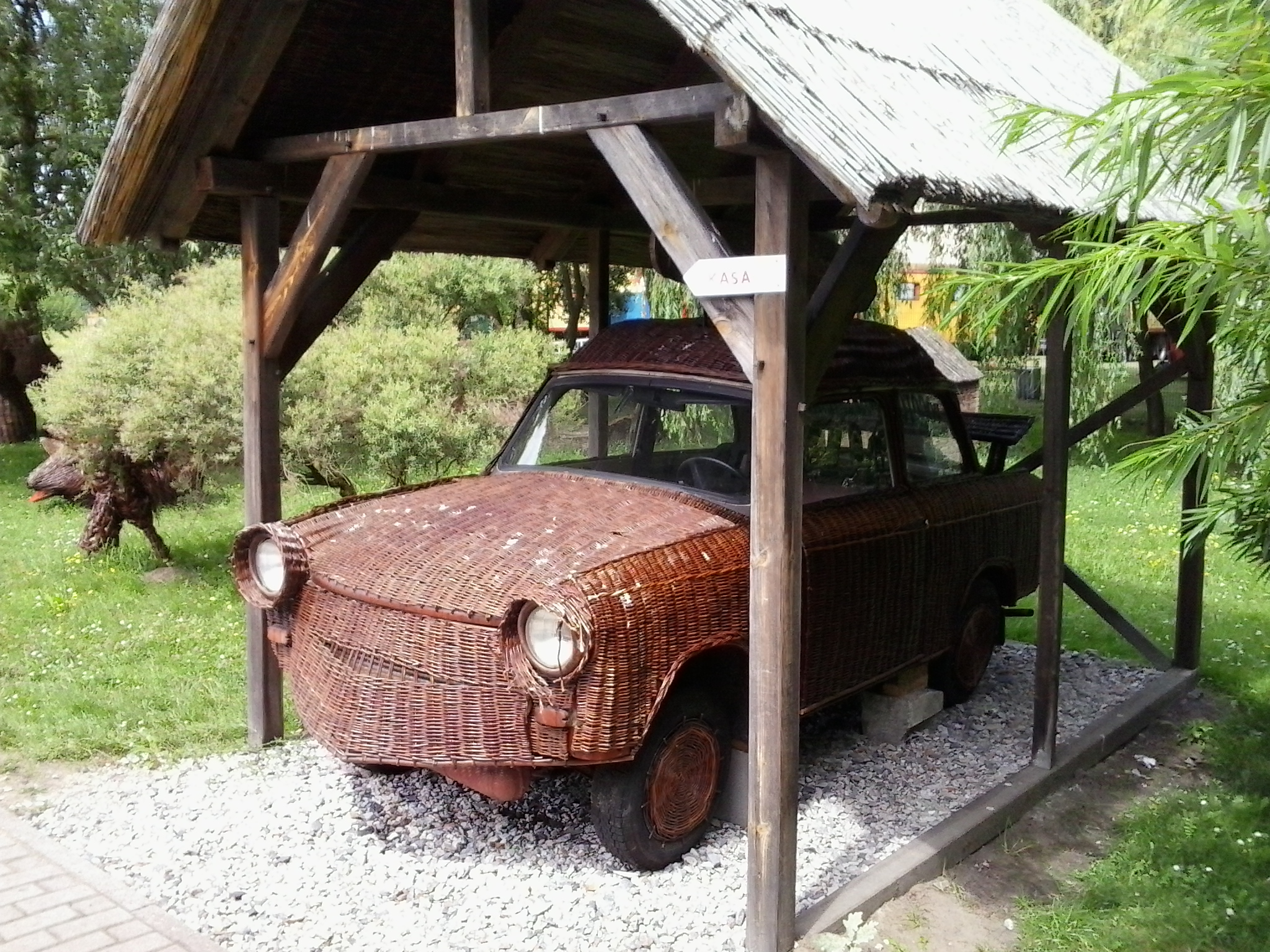
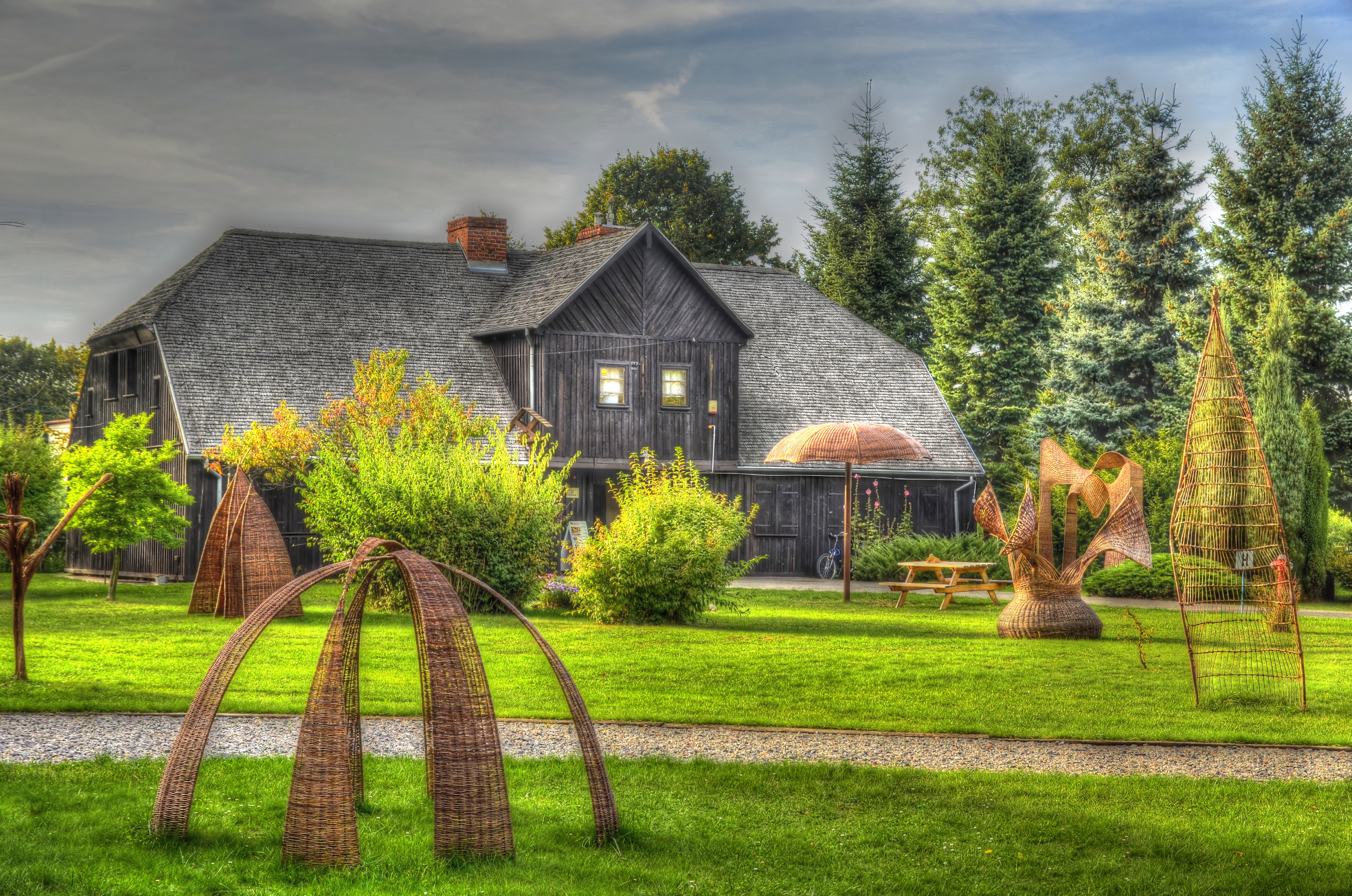
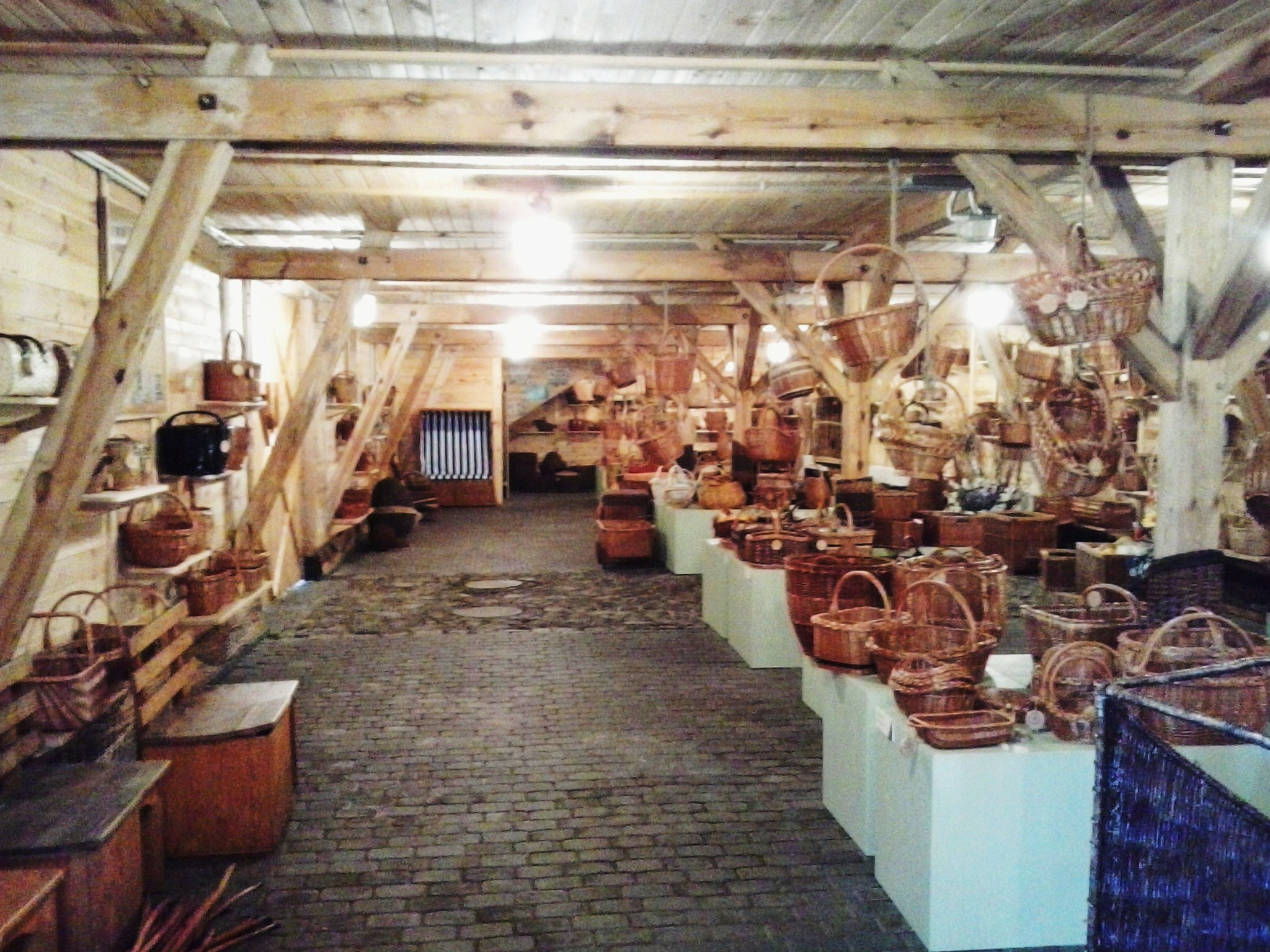